# San Benito fuera de la Puerta de San Pablo (título cardenalicio)
San Benito fuera de la Puerta de San Pablo es un título cardenalicio diaconal de la Iglesia Católica. Fue instituido por el papa Juan Pablo II en el consistorio de 1988.

## Titulares
- Achille Silvestrini (28 de junio de 1988 - 9 de enero de 1999); título presbiteral pro hac vice (9 de enero de 1999 - 29 de agosto de 2019 fallecimiento)
- Christophe Pierre (30 de septiembre de 2023-actualidad)